# (200044) 2007 TR291
(200044) 2007 TR291 es un asteroide perteneciente al cinturón de asteroides, descubierto el 13 de octubre de 2007 por el equipo del Mount Lemmon Survey desde el Observatorio del Monte Lemmon, Arizona, Estados Unidos.

## Designación y nombre
Designado provisionalmente como 2007 TR291.

## Características orbitales
2007 TR291 está situado a una distancia media del Sol de 2,711 ua, pudiendo alejarse hasta 2,918 ua y acercarse hasta 2,503 ua. Su excentricidad es 0,076 y la inclinación orbital 12,37 grados. Emplea 1630,42 días en completar una órbita alrededor del Sol.

## Características físicas
La magnitud absoluta de 2007 TR291 es 16,1.